# Dneprreservoiret
Dneprreservoiret (ukrainsk: Дніпровське водосховище, tr. Dniprovske vodoskhovysjtje) er et vandreservoir på, og opkaldt efter Dnepr-floden i Ukraine, som er beliggende i Dnipropetrovsk og Zaporizjzja oblast. Reservoiret blev skabt i 1932 ved opførelsen af Dnepr vandkraftværket.
Reservoiret har et areal på 410 km², er 129 km langt, har en gennemsnitlig bredde på 3,2 km (7 km på det bredeste), og har en gennemsnitlig dybde på 8 meter (53 m på det dybeste sted). Den samlede vandmængde er 3,3 km³.
Lenin Søen, der strækker sig cirka ti kilometer fra mundingen af Samara-floden, grænser op til nordlige ende af reservoiret. Oprettelsen af reservoiret oversvømmede de historiske Dnepr Strømfald, og besejlingen af hele reservoiret blev muligt. Reservoiret har muliggjort besejling af Dnepr hele vejen fra udmundingen i Sortehavet til Kyiv og videre.
Vandkraftværket har en installeret effekt på 1 569 MW og producerer 3,6 TWh per år. Gennem tiden blev dæmningen hyldet som et af de største resultater af de sovjetiske industrialiseringsprogrammer. Efter Sovjetunionens opløsning blev vandkraftværket privatiseret.

## Billeder
- Dnepr vandkraftværk 2005